# Orto botanico di Perugia
L'Orto botanico di Perugia è formato da due strutture: l'Orto botanico (nei pressi di  San Costanzo) e l'Orto medievale (collocato all'interno del complesso di  San Pietro). Entrambi fanno parte del Centro di Ateneo per i Musei Scientifici (C.A.M.S.) dell'Università degli Studi di Perugia.

## Storia
L’Orto botanico attuale è stato realizzato nel 1962 ed è considerato il quinto nella storia dell’Università degli Studi di Perugia, essendo stato preceduto da quello di Porta Pesa (1720 – 1799); quello di Piazza del Sopramuro realizzato da Annibale Mariotti; quello di Monte Morcino (1813 – 1896) e quello di  San Pietro (1896 – 1996), oggi trasformato in Orto medievale. A partire dalla seconda metà del '500 gli Orti dei Semplici, strutture facenti parti dei monasteri medievali nelle quali si raccoglievano i simplicia medicamenta (le piante medicinali), si trasformarono nei primi  orti botanici delle Università, man mano che cresceva la necessità di verificare la veridicità delle specie usate in medicina. 
A Perugia l'insegnamento botanico venne istituito tra il 1525 e il 1537, suddiviso in due cattedre (“Ad Theoricum simplicium” e “Ad Praticam simplicum”), ma non si sentì subito la necessità di costruire un orto botanico in quanto i farmacisti e gli speziali che ricoprivano la cattedra di pratica utilizzavano i propri orti per l'insegnamento.

### Orto botanico di Porta Pesa
Il cambiamento avvenne con Filippo Belforti (cattedra teorica dal 1717 al 1734), quando nel 1720 istituì il primo orto botanico sopra le mura della città.
Successore alla cattedra di Belforti fu Prospero Mariotti, iniziatore della medicina sperimentale a Perugia, che nel 1756 arricchì l’orto di nuove erbe.

### Orto botanico di Piazza di Sopramuro
Annibale Mariotti, figlio di Prospero Mariotti e succedutogli alla cattedra nel 1763, aggiornò la botanica perugina con il  sistema linneano e fu egli stesso ad inaugurare il secondo orto botanico, il 26 aprile 1799. Le informazioni al riguardo sono scarse in quanto dopo quattro mesi Perugia fu invasa dall’esercito austriaco e Mariotti fu imprigionato: l’orto botanico fu abbandonato e si tornò ad utilizzare gli orti degli speziali.

### Orto botanico di Monte Morcino
Nel 1798 l'Università trasferì la propria sede nel vecchio Convento Olivetano di Montemorcino, rimasta invariata sino ai giorni nostri. Qui, nel 1813, il docente  Domenico Bruschi (cattedra di Botanica e Agraria) iniziò a costruire il terzo orto botanico universitario. Nel 1826 la costruzione dell’orto venne rallentata dalla perdita della vista di Domenico Bruschi, a causa di una encefalite. Tuttavia continuò ad insegnare e nel 1835 l’orto venne terminato, secondo l’idea iniziale del docente. La struttura era suddivisa in tre ripiani: il primo a partire dall'alto era formato da sempreverdi e cipressi; il secondo contava aiuole con fiori annuali e piante ornamentali; il terzo era diviso in sessantotto aiuole di piante perenni erbacee indigene ed esotiche. Nel 1885 la cattedra di botanica fu assegnata ad Andrea Batelli, che rinnovò le collezioni naturalistiche dell’orto, costruì un erbario con più di 7000  taxa e realizzò la serra tropicale.

### Orto botanico di San Pietro
Nel 1896 Batelli lasciò la cattedra e l’Università degli Studi di Perugia stipulò una convenzione con il Regio istituto superiore agrario (l’attuale Dipartimento di Agraria) che portò al trasferimento della cattedra, dell’orto e dei laboratori botanici nell’attuale sede di San Pietro. Fu il naturalista pavese Osvaldo Krush a vincere il concorso per la cattedra di botanica. Egli, seguendo i sistemi di August Wilhelm Eichler e di Adolph Engle, applicò la filogenesi alla disposizione dei gruppi vegetali presenti nel nuovo orto botanico.

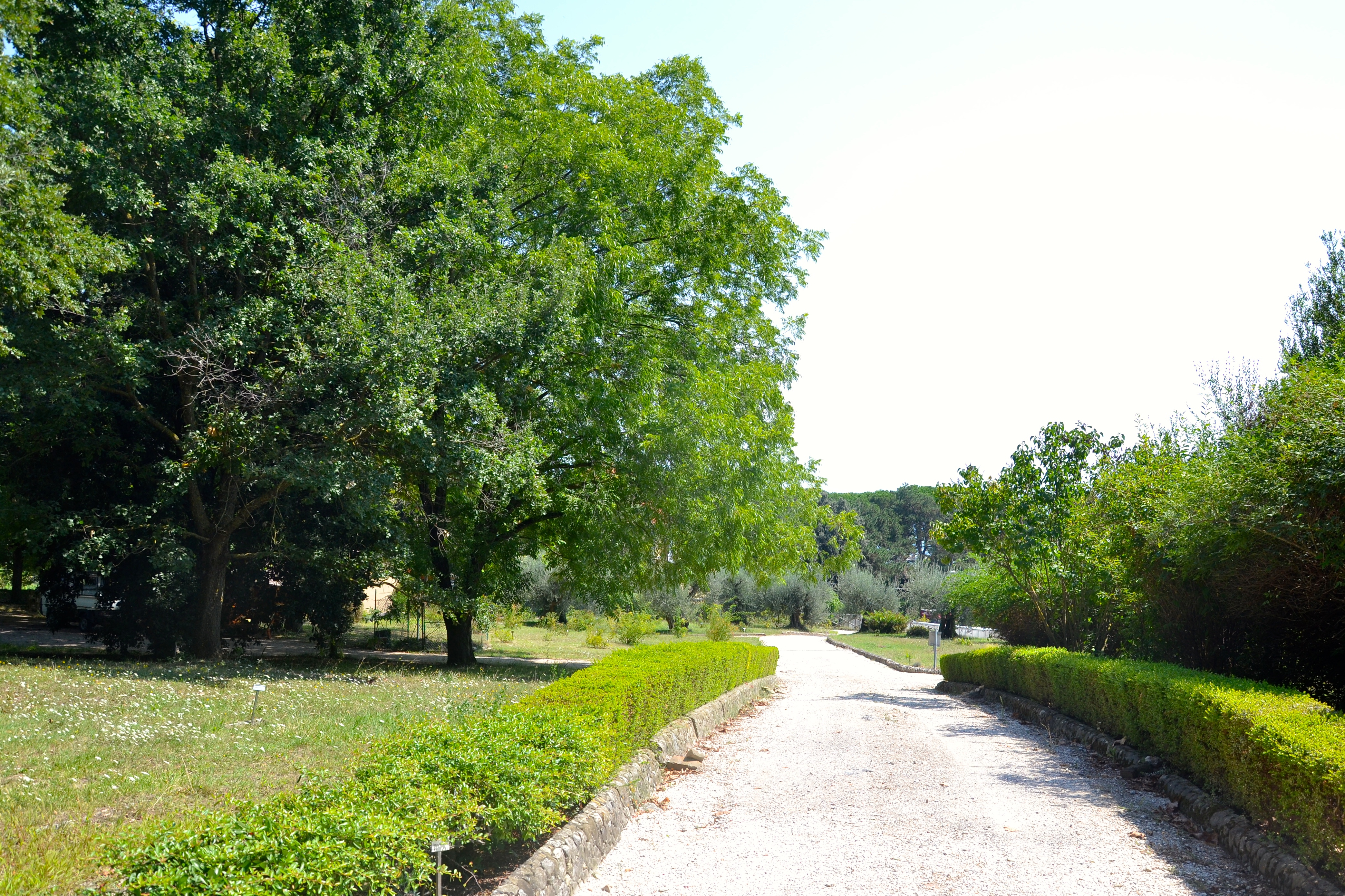
Ingresso dell'Orto botanico di Perugia

### Orto botanico (via Romana)
La cattedra fu successivamente ricoperta da Mario Bolli, che nel 1962 propose la trasformazione in orto botanico di un appezzamento sperimentale vicino alla Facoltà di Agraria per offrire un adeguato supporto ai programmi didattici e scientifici svolti dall'Università di Perugia. Attualmente l’Orto botanico è considerato quello istituito da Mario Bolli ed è sotto la responsabilità dei docenti Marco Maovaz, Antonella Montanucci e Claudia Sfascia. Nel 1996, per il centenario della Dipartimento di Agraria, Alessandro Menghini ha progettato la trasformazione del vecchio orto di San Pietro in Orto Medievale.

## Struttura

### Orto botanico
L'Orto botanico ha un'estensione di circa 26.000 m². All'interno sono presenti una serra di 700 m² e un fabbricato adibito ad uffici e ad aula didattica. Svolge un'importante funzione educativa per gli studenti e ogni anno organizza mostre, escursioni e corsi di giardinaggio.
Quasi tutte le specie dell'orto sono collocate secondo criteri filogenetici. In totale, l'Orto Botanico e l'Orto Medievale comprendono circa 1200  taxa, provenienti dalla flora umbra, da altre regioni italiane e dall'estero.

### Orto medievale
L’Orto medievale si trova tra le mura della  Basilica di San Pietro e sorge nel luogo in cui vi era la  peschiera dei monaci benedettini. Il suo punto di riferimento storico è l’Hortus conclusus, un giardino circoscritto da mura dove si coltivavano piante utili per la vita monastica. Nel 1896 venne trasformato nel quarto Orto botanico dell’Università e nel 1996, dietro il progetto di Alessandro Menghini, è stato trasformato in Orto medievale. La planimetria della struttura e la collocazione di alcune piante sono state realizzate sulla base di criteri religiosi e culturali, secondo la concezione simbolista medievale. 
Il percorso di visita è strutturato in tre parti: 
- la ricostruzione simbolica del Giardino dell'Eden;
- il bosco sacro;
- l'Hortus sanitatis e l’Hortus holerorum: le aiuole delle piante medicinali e delle piante alimentari

#### Simbologia
All’interno dell’Orto medievale si può compiere un viaggio ideale attraverso la lettura spirituale della natura che lo compone, tipica dell'età medievale. Il percorso è una reinterpretazione del rapporto medievale Uomo-Natura, per cui l'orto si presenta come un Hortulus Symbolicus.
In particolare vi sono dieci “tappe simboliche“ che il visitatore compie man mano che ci si addentra nell'orto:
- lo stato primordiale: vi sono richiami al racconto biblico dell'origine dell'Uomo, dominano l'ordine e la purezza delle linee, simboleggianti la perfezione originaria del Creato
- la colpa: si identifica con il bosco, il sito del disordine e delle ombre, in cui l'uomo nella sua condizione terrestre primitiva nasconde la sua nudità
- la razionalità: indica la condizione dell'Homo sapiens, che si riscatta dallo stato primitivo attraverso la scoperta delle proprietà alimentari e terapeutiche delle piante, lo sviluppo della medicine, dell'artigianato ecc.
- il dominio: si identifica con il podium, il sito panoramico più elevato, dove lo sguardo dell'Uomo sovrasta il paesaggio, ora sottomesso a lui
- la creatività: rappresenta il concetto dell'Homo faber che plasma la natura
- la comunità: indica l'esigenza di vivere in società, con norme, diritti e doveri ed è espressa dal passaggio attraverso la porta medievale (ovvero l'accesso alla polis e alla vita politica)
- la religiosità: rappresenta l'apoteosi del Monachesimo ed è espressa dai  chiostri, ricostruzione dell'Eden, in cui le colonne solo il simbolo della natura oramai ricreata in funzione del ritorno a Dio
- la cultura: rappresenta l'Homo magister, che trasmette le proprie conoscenze, ed è rappresentata dall'Università
- l'estetica: grazie a linee, colori, forme, volumi, archi, capitelli, maioliche l'uomo esprime la sua sete di Bellezza
- la santità: trova apice nella Chiesa di San Pietro

#### Il Giardino dell'Eden

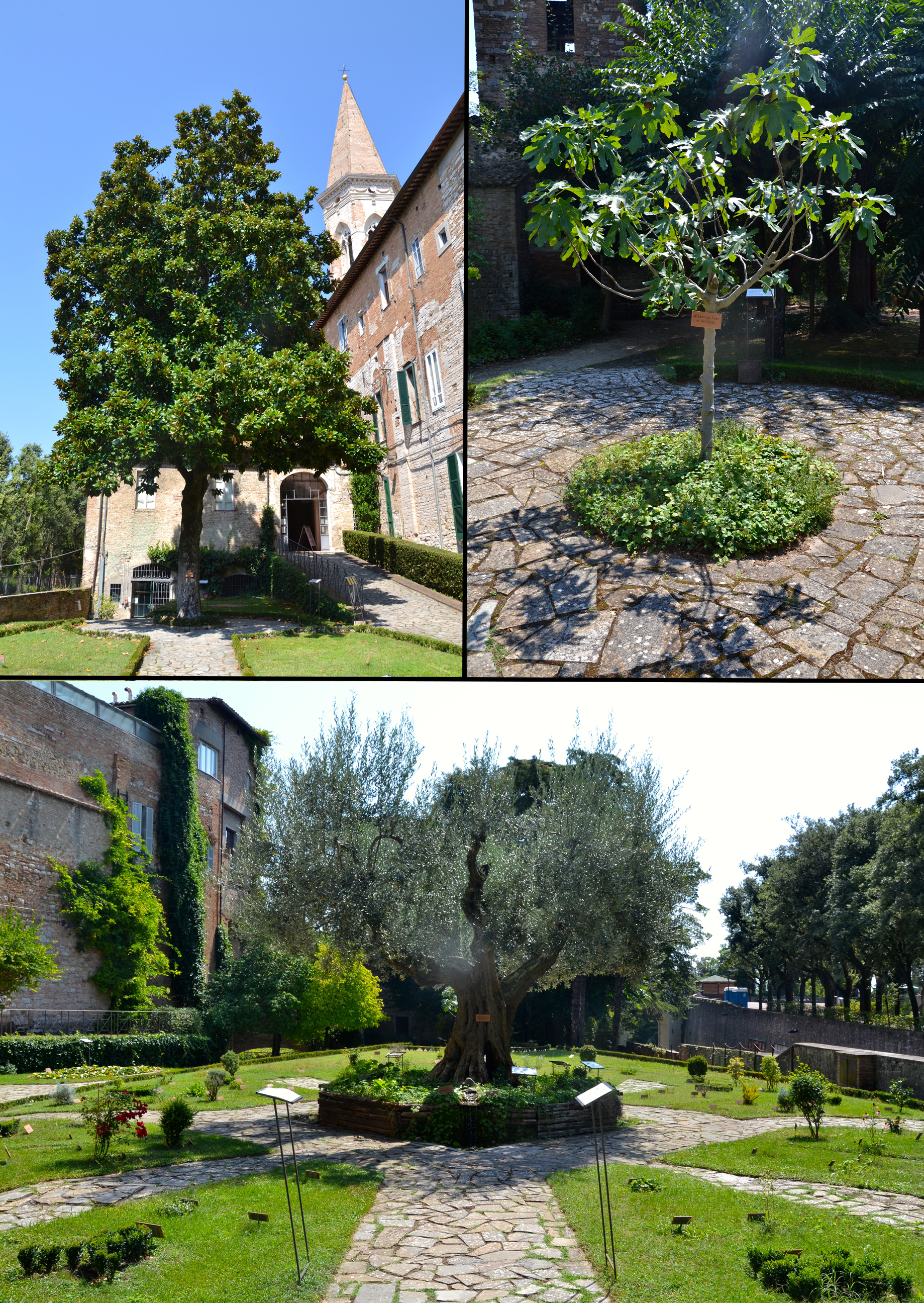
In alto a sinistra: l'Albero Cosmico (Magnolia grandiflora); in alto a destra: l'Albero della Rivelazione (Fico ruminale); in basso: l'Albero della Luce (Ulivo)

Il Paradiso terrestre viene rappresentato attraverso due  ellissi concentriche di aiuole (che simboleggiano l'Uovo, il divenire). Quella esterna ha come fuochi due alberi simbolici: l'Albero Cosmico (una  Magnolia glandiflora L.), circondato da un cerchio non chiuso, che rappresenta la Vita, il mondo in embrione dal quale si sviluppa il macrocosmo, e l'Albero della Rivelazione (un Fico ruminale), anche esso circondato da un cerchio, che invece rappresenta il punto dal quale si sprigiona la Morte spirituale, il Peccato, la Colpa. L'ellisse più interna ha al suo centro l'Albero della Luce (un  ulivo centenario), che rappresenta Cristo risorto e la Nuova Vita. Si trova in un ottagono sopraelevato rispetto al resto del giardino, che rappresenta il Monte, cioè la vetta che l'uomo medievale si prefigge di conquistare. Dal Monte sgorgano quattro sorgenti che rappresentano i quattro elementi che hanno nutrito l'umanità: acqua, latte, miele e vino. Nell'ellisse interna si possono osservare le prime piante dell'orto, suddivise da siepi appena accennate, tipiche del giardino all'italiana: le aiuole che si formano sono dodici, come i  segni zodiacali, e al loro interno si trovano esemplari di specie che hanno corrispondenza con il segno. Inoltre l'ellisse è circondata da quattro corsi d'acqua rappresentanti i quattro fiumi dell'Eden: il Pison, il Gihon, il Tigri e l'Eufrate.

#### Il bosco sacro
Il lucus già in età romana era luogo in cui si poteva sostare e meditare. I monaci ne ripresero il carattere sacro per rivivere lo stato eremitico primordiale. Tra le piante che vi sono poste all'interno si ricordano: la  palma (l'albero della perfezione), il  cipresso (l'albero della vita spirituale e simbolo di fecondità), il  leccio (l'albero della Croce), il corbezzolo (l'albero delle fragole, per la forma dei suoi frutti), il  cedro (che ha avuto una fondamentale importanza economica per l'area mediterranea medio-orientale), la robinia (dalle coste orientali degli Stati Uniti), il vischio (pianta della fecondità), il biancospino (con spiccate proprietà medicinali), l'abete (l'albero sempreverde analogo al Sole), l'agrifoglio (che con gli spini salvaguardia dalle forze maligne), l'alloro (l'albero della gloria), il tiglio (l'albero del giudizio), il  bosso (usato per finalità ornamentali e decorative), il  salice (con il quale si costruiscono le ceste di vimini), la quercia (l'albero della fortezza), il  ginko (the dell'eterna giovinezza), il  noce (albero nefasto dedicato alle divinità infernali).

#### Hortus Sanitatis e Hortus Holerorum
- L'Hortus Sanitatis era la porzione di terreno nei monasteri in cui venivano coltivate le piante medicinali sotto la cura del monacus infirmarius.
- L'Hortus Holerorum è l'orto delle verdure e corrisponde all'appezzamento di terra impiegato per la coltivazione di alimenti da consumarsi freschi o secchi. Accanto all'orto delle verdure c'è quello della frutta, il Pomarium.

#### Altri punti di interesse

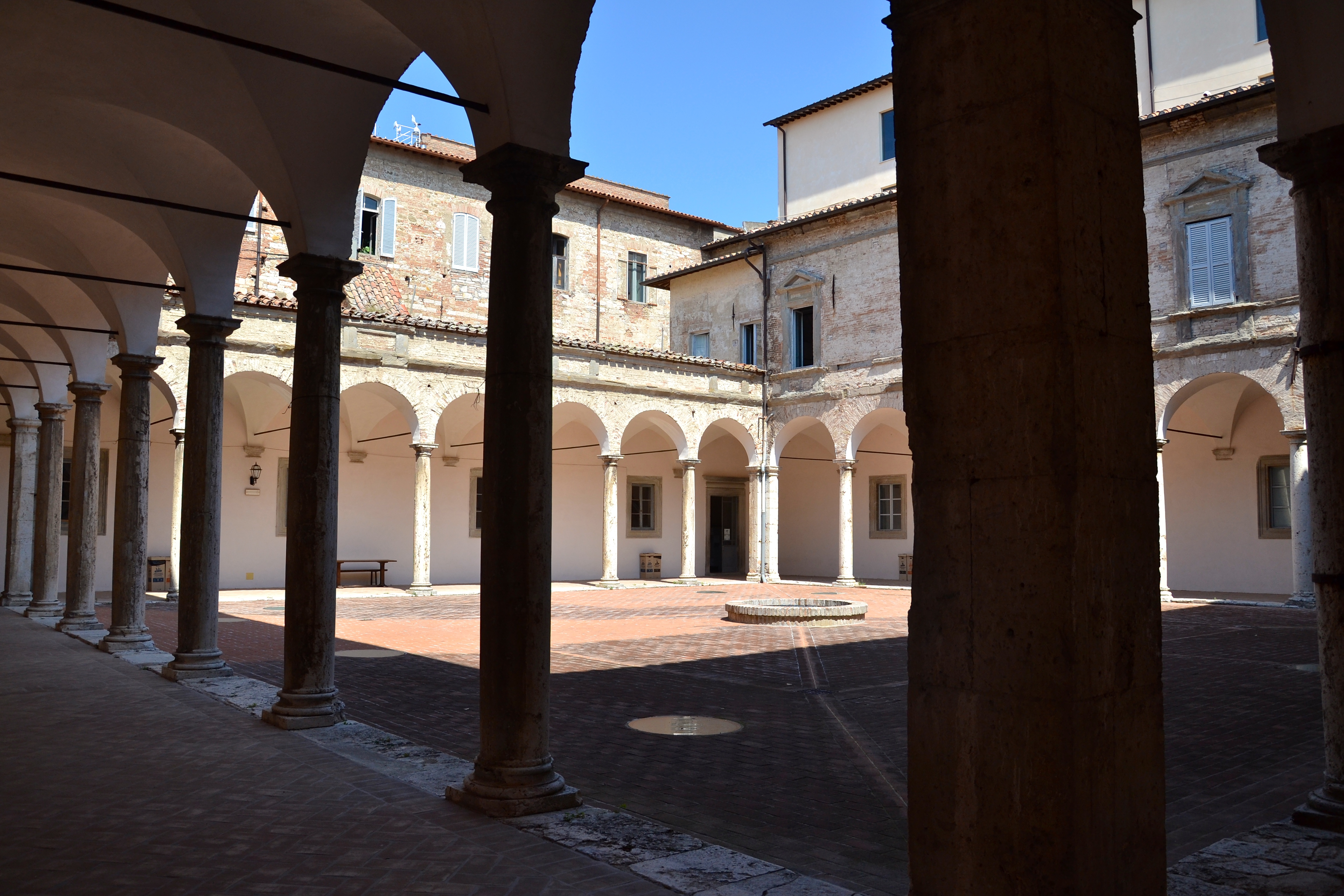
Chiostro delle Stelle

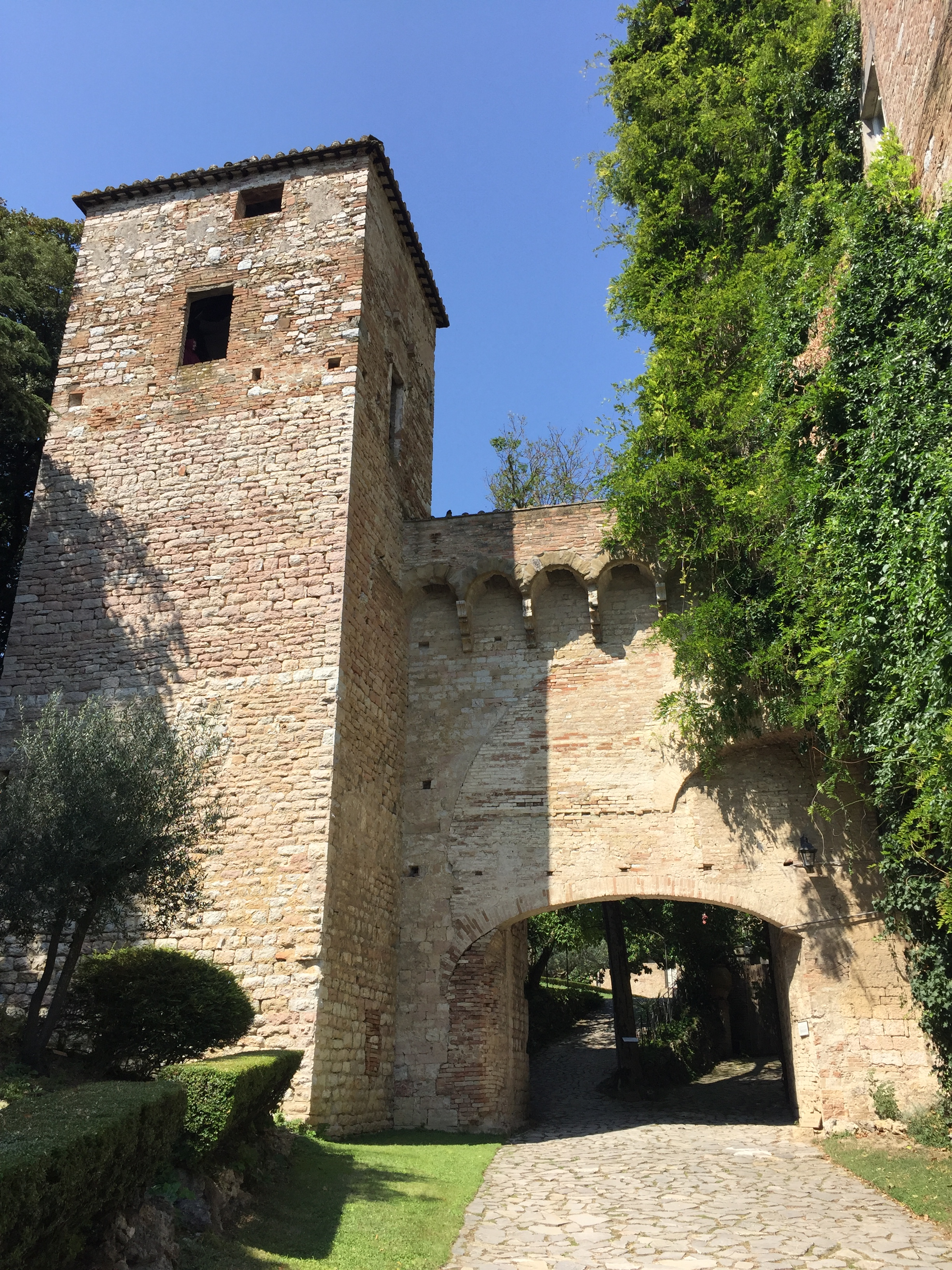
La "Porta Assisana"

- La porta medievale (chiamata anche porta assisana): rappresentava il termine estremo della via regalis del rione di  Porta S. Pietro. All'interno di questa si trova un bivio formato da un frassino, archetipo dell'Albero-Asse del Mondo: l'albero simboleggia sempre il mistero della verticalizzazione, della crescita verso il Cielo.
- Il Chiostro delle Stelle[7]: chiamato così per la presenza agli angoli di otto forazze stellate. Fu progettato dall'architetto perugino Galeazzo Alessi[8]
- Il Chiostro Capitolare[7]: venne costruito alla fine del '400 e l'inizio del '500 dal gruppo dei Maestri settignanesi che lavorarono a S. Pietro per cinquanta anni. Nel 1534 il Chiostro fu dotato di un pozzo, che pesca nella cisterna sottostante.

## Le specie botaniche

### Arboreto appenninico
Nell'arboreto sono coltivati taxa appartenenti ai generi Quercus, Castanea, Fagus, Populus, Salix. Nel sottobosco sono presenti diverse erbacee spontanee, compresi alcuni taxa della famiglia delle Orchidaceae.

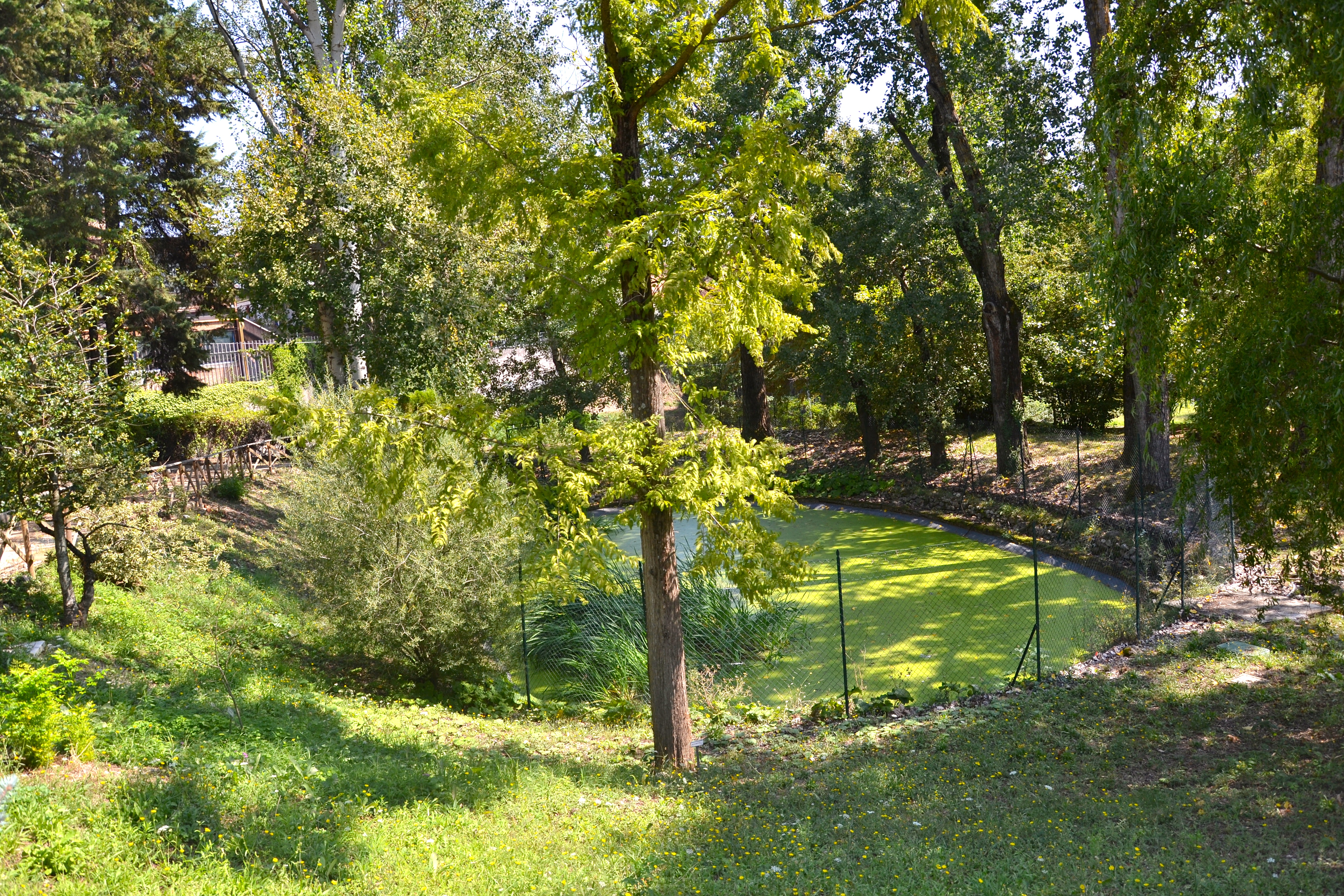
Specie acquatiche

### Specie acquatiche
- Tra le specie esotiche: l’Eichhornia crassipes, la Pistia stratiotes, la Nelumbo nucifera, la  Pontederia cordata L.
- Tra le specie autoctone: l’Isoetes histrix Bory, la Trapa natans, la Menyanthes trifoliata, la Nymphaea alba L., la Salvinia natans, l’Equisetum hyemale, la  Nymphoides peltata (S. G. Gmel.) Kuntze e la Dryopteris thelypteris (L.) A. Gray.

### Specie tropicali e subtropicali
- Nella serra fredda: il Cinnamomum camphora (L.) J. Presl e il Brachychiton populneum R. Brown.
- Nella serra calda: Bombacaceae come l’Adansonia digitata L. e la Chorisia speciosa A. St.-Hil., felci arboree come Alsophila cooperi Hook. ex F. Muell., la Dicksonia antarctica Hook. f., Cananga odorata (Lam.) Hook. f. & Thomson e la Theobroma cacao L.

### Xerofite succulente
Le xerofite coltivate in serra fredda:  Bowiea volubilis Harv. ex Hook. f., Dracaena cinnabari Balf. f. e Dracaena draco L. (Asparagaceae); Euphorbia canariensis L., Euphorbia virosa Willd. e Euphorbia damarana Leach (Euphorbiaceae); Pachypodium lamerei Drake (Apocynaceae); Xerosicyos perrieri Humbert (Cucurbitaceae); Didierea procera Drake (Didiereaceae); Aeonium spp., Cotyledon spp., Crassula spp., Kalanchoe spp., Sedum spp. e Sempervivum spp. (Crassulaceae); Cereus spp., Echinocactus spp. e Mammillaria spp. (Cactaceae).

### Gymnospermae
Tra gli esemplari: Abies, Cedrus, Pinus, Juniperus, Larix, Picea, Taxodium, Metasequoia, Sequoiadendron, il Podocarpus macrophylla D. Don, l’Araucaria excelsa R. Br., l’Araucaria imbricata Pav. e la Torreya nucifera Siebold & Zucc.

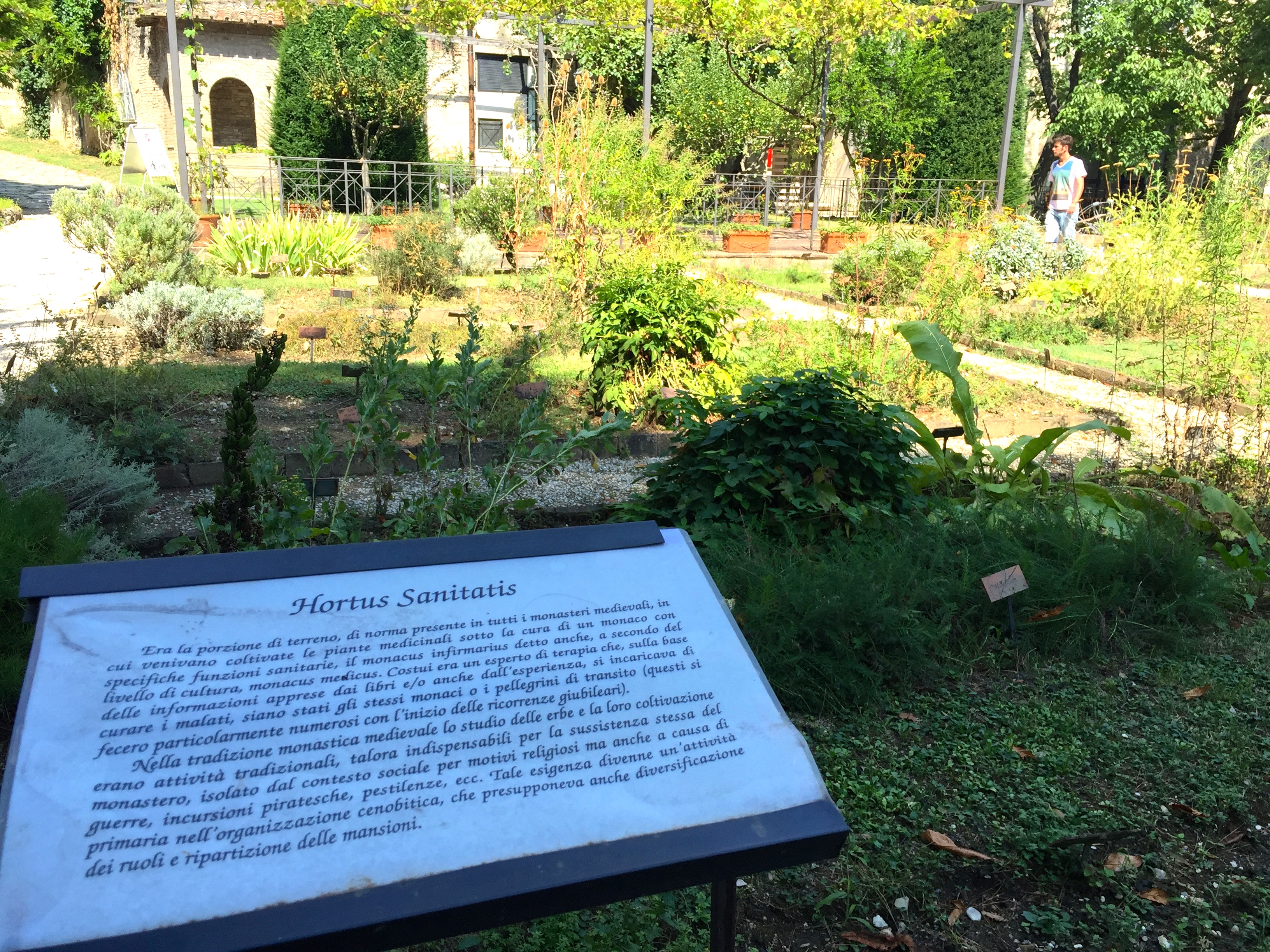
Hortus sanitatis

### Altre collezioni
Tra le piante ornamentali vi sono: un roseto che mostra la storia della coltivazione del genere  Rosa; una collezione di quaranta specie e cultivar di Hydrangea ed una raccolta di cultivar di Pelargonium a foglia profumata. Le specie officinali sono prevalentemente localizzate nell’Hortus sanitatis dell’Orto medievale.